# Copa das Américas Sub-23
A Copa das Américas Sub-23 de 1994 foi um torneio de futebol realizado entre os dias 4 e 20 de fevereiro. Na competição jogada por equipes Sub-23 da América do Sul e Central. A ideia era criar uma competição intermediária ao Pré-Olímpico Sul-Americano Sub-23. No entanto, apesar dos esforços da Federación Colombiana de Fútbol, o torneio perdeu credibilidade depois da ausência do time mexicano e a recusa na última hora de El Salvador e Bolívia de participar da competição. Para preencher a cota foi incluído a Seleção do Departamento de Antioquia. No entanto, o torneio teve figuras como Rafael Dudamel, Harold Lozano, Agustín Delgado, Guillermo Barros Schelotto e Álvaro Recoba, que mais tarde se tornaram estrelas na Copa América e eliminatórias sul americanas.[carece de fontes?]

## Organização
O evento internacional teve como cede as cidades de Bogotá, Armênia, Pereira e Tuluá. O organizador do torneio foi Gustavo Moreno Jaramillo, que teve o aval da Colfútbol. O Campeonato, que inicialmente teria a presença das seleções do México e da Bolívia, mais tarde contou com a participação de seleções de Honduras e Antioquia, campeão nacional da categoria, fato que diminui a importância do evento.
As 12 equipes participantes foram divididas em três grupos de quatro. Classificavam-se para a fase final as três equipes melhores colocadas em cada grupo e o melhor segundo colocado. Outro aspecto "curioso" é o uso do Estádio Metropolitano na fase final, ao invés do tradicional Estádio El Campín.

## Estádios
Os jogos da competição foram disputados em três estádios:
- Estádio Doze de Outubro, Tulúa
- Estádio Hernán Ramírez Villegas, Pereira
- Estádio Centenário de Armenia, Armênia
- Estádio Metropolitano de Techo, Bogotá

## Equipes participantes
| - Antioquia - Argentina - Brasil | - Chile - Colômbia - Costa Rica | - Equador - Honduras - Peru | - Trinidad e Tobago - Uruguai - Venezuela |

## Primeira fase

### Grupo A
| Pos. | Seleção    | Pts | J | V | E | D | GP | GC | SG |
| ---- | ---------- | --- | - | - | - | - | -- | -- | -- |
| 1    | Uruguai    | 5   | 3 | 2 | 1 | 0 | 6  | 2  | +4 |
| 2    | Argentina  | 4   | 3 | 1 | 2 | 0 | 4  | 3  | +1 |
| 3    | Venezuela  | 3   | 3 | 1 | 1 | 1 | 4  | 3  | +1 |
| 4    | Costa Rica | 0   | 3 | 0 | 0 | 3 | 0  | 6  | -6 |

### Grupo B
| Pos. | Seleção  | Pts | J | V | E | D | GP | GC | SG |
| ---- | -------- | --- | - | - | - | - | -- | -- | -- |
| 1    | Brasil   | 4   | 3 | 1 | 2 | 0 | 2  | 1  | +1 |
| 2    | Peru     | 3   | 3 | 1 | 1 | 1 | 4  | 3  | +1 |
| 3    | Honduras | 3   | 3 | 1 | 1 | 1 | 4  | 4  | 0  |
| 4    | Chile    | 2   | 3 | 0 | 2 | 1 | 3  | 5  | -2 |

### Grupo C
| Pos. | Seleção           | Pts | J | V | E | D | GP | GC | SG |
| ---- | ----------------- | --- | - | - | - | - | -- | -- | -- |
| 1    | Colômbia          | 6   | 3 | 3 | 0 | 0 | 10 | 1  | +9 |
| 2    | Equador           | 4   | 3 | 2 | 0 | 1 | 4  | 4  | 0  |
| 3    | Antioquia         | 2   | 3 | 1 | 0 | 2 | 4  | 8  | -4 |
| 4    | Trinidad e Tobago | 0   | 3 | 0 | 0 | 3 | 2  | 7  | -5 |

## Fase final
|  | Semifinais | Semifinais |   |  | Final    | Final |  |
|  |            |            |   |  |          |       |  |
|  |            |            |   |  |          |       |  |
|  | Uruguai    | 2          |   |  |          |       |  |
|  | Brasil     | 1          |   |  |          |       |  |
|  |            |            |   |  |          |       |  |
|  |            |            |   |  |          |       |  |
|  |            |            |   |  | Colômbia | 3     |  |
|  |            | Uruguai    | 2 |  |          |       |  |
|  |            |            |   |  |          |       |  |
|  |            |            |   |  |          |       |  |
|  |            |            |   |  |          |       |  |
|  |            |            |   |  |          |       |  |
|  | Colômbia   | 4          |   |  |          |       |  |
|  | Equador    | 0          |   |  |          |       |  |

## Campeão
| Copa das Américas Sub-23     |
| Colômbia                     |
| ---------------------------- |
| Colômbia Campeão (1º título) |